# Галисийцы в Мексике

Галисийский центр Мексики

Галисийцы насчитывают более 10 000 членов, разбросанных в основном в Федеральном округе, штатах Мехико, Сан-Луис-Потоси, Керетаро, Веракрус, Халиско, Пуэбла, Мичоакан, Кампече и Наярит. Они прибыли из Гаваны в порт Веракрус между 1821 и 1877 годами, спасаясь от голода и политического давления, существовавшего на Кубе. Их второй приезд в Мексику произошёл между 1920-ми и 1970-ми годами. Галисийский центр в Мехико — это культурная ассоциация, где галисийская культура распространяется и передается всем, кто ею интересуется.
Галисийский центр Мексики был главным оплотом Галисии в Мексике в течение 100 лет, часть галисийцев осталась объединённой фамилиями, языком, фольклором, кухней, бизнесом и музыкой, но другая значительная часть была поглощена мексиканской культурой.

## История

Галисийский центр в Мехико

Большинство галисийцев и натурализованных мексиканцев старше 40 лет, используют галисийский язык в качестве языка общения со своими соотечественниками из других общин, говорят между собой на своем родном языке, особенно с галисийцами, родившимися в Галисии. Дети, внуки и правнуки, родившиеся в Мексике, уже не так много говорят на галисийском языке, и некоторые из них отправляются в галисийские центры страны, чтобы изучать язык. В журнале Anduriña (Ласточка), издаваемом Галисийским центром Мексики с 1948 года, можно усвоить некоторые уроки галисийского языка. Он также сообщает о культурных мероприятиях в этом сообществе и предлагает поиск семейных контактов в Галисии и отчеты, представляющие интерес в целом.
Возможно, самым прославленным из галисийцев является Себастьян де Апарисио, родившийся в Ла-Гудинье в 1502 году и умерший в благоухании святости в 1600 году в Пуэбла-де-Сарагоса. Его останки хранятся во францисканской церкви Пуэблы и выставлены на всеобщее обозрение как реликвии для преданных, приезжающих из многих уголков страны. Среди выдающихся деятелей национальной политики был бывший министр внутренних дел Хуан Камило Моуриньо во время правления Фелипе Кальдерона Инохоса, который внезапно погиб в авиакатастрофе, не закончив свой срок.
Unión Mexicana de Empresarios Gallegos AC был основан для национального и международного распространения мексиканских компаний, созданных галисийскими иммигрантами в середине XX века, сохраняя приверженность отрасли, в которой Марио Васкес Ранья является одним из основных партнёров этой гильдии. Галисийцы были одной из самых преданных наций, которая поддерживала страну в самые трудные времена, и сегодня их дети, уже родившиеся в Мексике, занимают видное место в политической и экономической жизни Мексики.
Невозможно точно узнать, какой процент бизнеса в Мексике находится в руках галисийцев, считается, что, например, 90 % транзитных отелей в Мексике принадлежат им, бизнес мотелей, общественных туалетов, мебельных магазинов, пекарни и т. п., они также участвуют в боулинг-бизнесе.

## Галисийская культура в Мексике

Памятник столетию галисийцев в Мексике

В отличие от других латиноамериканских стран, галисийцы и многие иностранцы испытывали большие трудности в принятии и распространении своей культуры, так как мексиканская культура очень сильна, что позволяет легко впитывать и ассимилировать всех, кто родился в этой стране. По этой причине галисийцы стремятся интегрировать обе культурные идентичности, чтобы быстрее адаптироваться к нации, которая является доминирующей в культурном отношении и которая была колыбелью материнских цивилизаций.
Несмотря на несколько расхождений между теми, кто имеет галисийское происхождение, и теми, кто не имеет галисийского происхождения, есть некоторые элементы идентичности, которые разделяют все мексиканцы галисийского происхождения, среди них галисийский язык, республиканское изгнание как идентичность испанского происхождения, гастрономия и преданность апостолу Иакову. В то время галисийская культура была напрямую связана с островом Куба, но с годами она интегрировалась в более глобализированную галисийскую культуру.
Ежегодно испанские центры, созданные в Мексике, собираются, чтобы устроить фольклорное шоу во Дворце изящных искусств, где они представляют танцы и местную музыку из Испании, Галисии и Андалусии, которые являются одним из фольклорных произведений, наиболее узнаваемых мексиканцами, молодежью галисийского происхождения, через Галисийский Центр Мексики они представляют свои танцы столичной публике и публике различных форумов и театров страны.
Галисийская кухня, которую готовят в галисийских домах, отличается великолепным вкусом и большим размером порций в блюдах; морепродукты, осьминог а фейра, галисийское рагу, галисийская эмпанада, свиная лопатка с ботвой репы, торт Сантьяго и многие другие великолепные блюда являются одними из самых популярных.